# Odznaka Honorowa za Dzieła Sztuki i Umiejętności
Odznaka Honorowa za Dzieła Sztuki i Umiejętności, także „Litteris et Artibus” (niem. Ehrenzeichen für Kunst und Wissenschaft) – austro-węgierskie cywilne odznaczenie.

## Historia
Odznaka Honorowa za Dzieła Sztuki i Umiejętności („Litteris et Artibus”) została ustanowiona 18 sierpnia 1887 przez Franciszka Józefa I (w związku z jego 57. urodzinami) – w piśmie z tego dnia do wielkiego podkomorzego nadwornego hr. Ferdynanda Trauttmansdorffa cesarz określił cele ustanowienia odznaki, stwierdzając, że ma służyć jako uznanie wybitnych zasług na niwie umiejętności i sztuki. W zamierzeniu odznaka miała zastąpić dotychczasowe złote medale za dzieła sztuki i umiejętności „pro Litteris et Artibus” i była przewidziana tylko dla takich uczonych i artystów, którzy skutkiem szeroko rozgałęzionego uznania swej działalności na polu umiejętności i sztuki zdobyli sobie znakomite imię i okazują się przeto godnymi szczególniejszego uznania z Najwyższej strony. Doceniane były osoby, które z powodu wybitnych naukowych działalności lub celującej twórczości na polu artystycznym przyczyniły się do podwyższenia sławy i chwały swego ojczystego państwa, do rzeczywistego wzbogacenia badań naukowych lub artystycznej produkcji. Podsumowując odznaka była wyróżnieniem za szczególne zasługi w dziedzinie nauki i sztuki dla uczonych i artystów.
Odznaczenie stanowił owalny medalion wykonany ze złota, otoczony czarno emaliowanym wieńcem laurowym. Zgodnie z wolą cesarza, na awersie odznaki widniał jego wizerunek jako fundatora w formie popiersia w ornacie Orderu Złotego Runa i podpis FRANC·JOS·I·AVSTR-IMP·REX·BOH·ETC·ET·HVNG·REX·AP· (Franciszek Józef I Cesarz Austrii, Król Czech i Węgier). Na rewersie w otoczeniu gałązek wawrzynu widniała sentencja LITTERIS ET ARTIBVS (Literaturze i Sztuce).
Zasadniczo odznaka była noszona na szyi na czerwonej wstędze, natomiast kobiety były dekorowane odznaką na kokardzie na prawej piersi.

## Odznaczeni
Odznaką mogli być wyróżnieni obywatele zarówno Austro-Węgier, niezależnie od narodowości, jak również obcokrajowcy. Odznakę mogły otrzymać także kobiety. Wyróżnieni odznaką zyskiwali miano „kawalerów” (niem. Besitzer). Odznaczona osoba nosiła tytuł: „właściciel c. i k. austro-węgierskiej honorowej odznaki dla sztuki i nauki”. Kawalerowie medalu „pro Litteris et Artibus”' nie byli uprawnieni do noszenia ustanowionej w 1887 odznaki.
Tuż po ustanowieniu odznaki wyróżniono nią pierwszą grupę osobistości (wśród nich był Jan Matejko).
Od marca 1899 liczba żyjących wyróżnionych była ograniczona do 40. Na początku 1901 było dziewięcioro zagranicznych wyróżnionych: Fryderyk Martens (28 listopada 1888), ks. Albert Victor de Broglie (8 września 1891), Elżbieta (królowa Rumunii) (jako pisarka używania pseudonimu „Carmen Sylva”, 28 września 1896 została odznaczona odznaką w specjalnym wydaniu z brylantami), Theodor Mommsen (7 grudnia 1893), 
Adolph Menzel (7 grudnia 1895), Arnold Böcklin (8 października 1897), Rudolf Virchow (20 stycznia 1900), Giuseppe Verdi (9 lutego 1900), Henryk Sienkiewicz (9 lutego 1900). W tym czasie w odstępie 11 dni zmarło trzech z nich: Broglie, Böcklin i Verdi.
Łącznie udokumentowano odznaczenie 95 osób z Austro-Węgier oraz 25 obcokrajowców. Po śmierci osoby odznaczonej jej spadkobiercy byli zobowiązani do zwrotu dekoracji odznaki.

## Inne
Austro-węgierskiej Odznaki Honorowej za Dzieła Sztuki i Umiejętności nie należy mylić ze szwedzkim Medalem „Litteris et Artibus”.
W 1955 została ustanowiona Austriacka Odznaka Honorowa i Austriacki Krzyż Honorowy za Naukę i Sztukę (niem. Österreichisches Ehrenzeichen und Österreichisches Ehrenkreuz für Wissenschaft und Kunst).